# Стружаны (Гайгалавская волость)
Стру́жаны (латыш. Strūžāni) — населённый пункт в Резекненском крае Латвии. Входит в состав Гайгалавской волости. Находится на реке Мазича. По данным на 2018 год, в населённом пункте проживало 86 человек.

## История
В советское время населённый пункт носил название Вецстружаны и входил в состав Гайгалавского сельсовета Резекненского района. В селе располагалась центральная усадьба колхоза «Узвара».